# Pfarrkirche Schardenberg

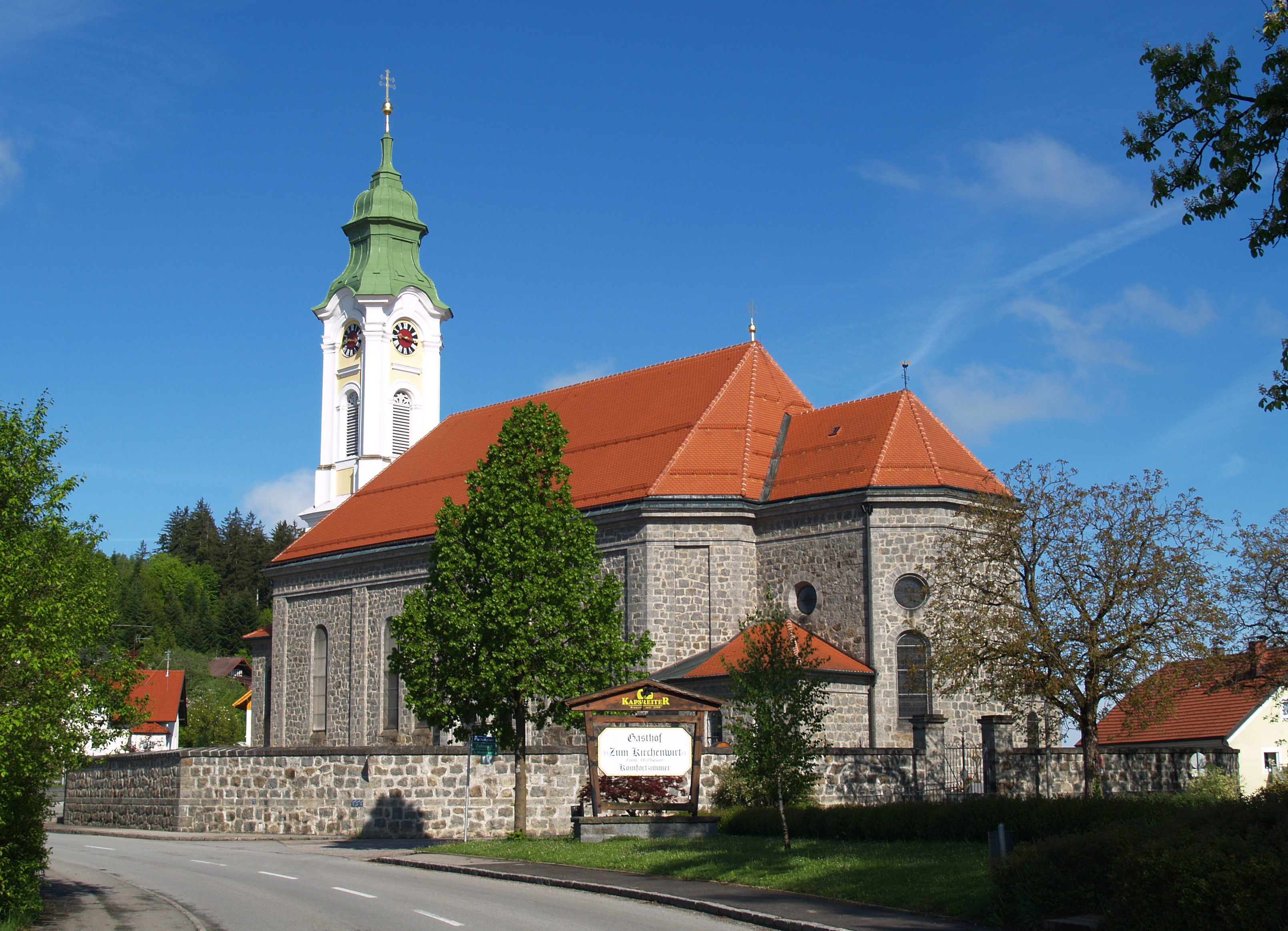
Kath. Pfarrkirche hl. Laurenz in Schardenberg

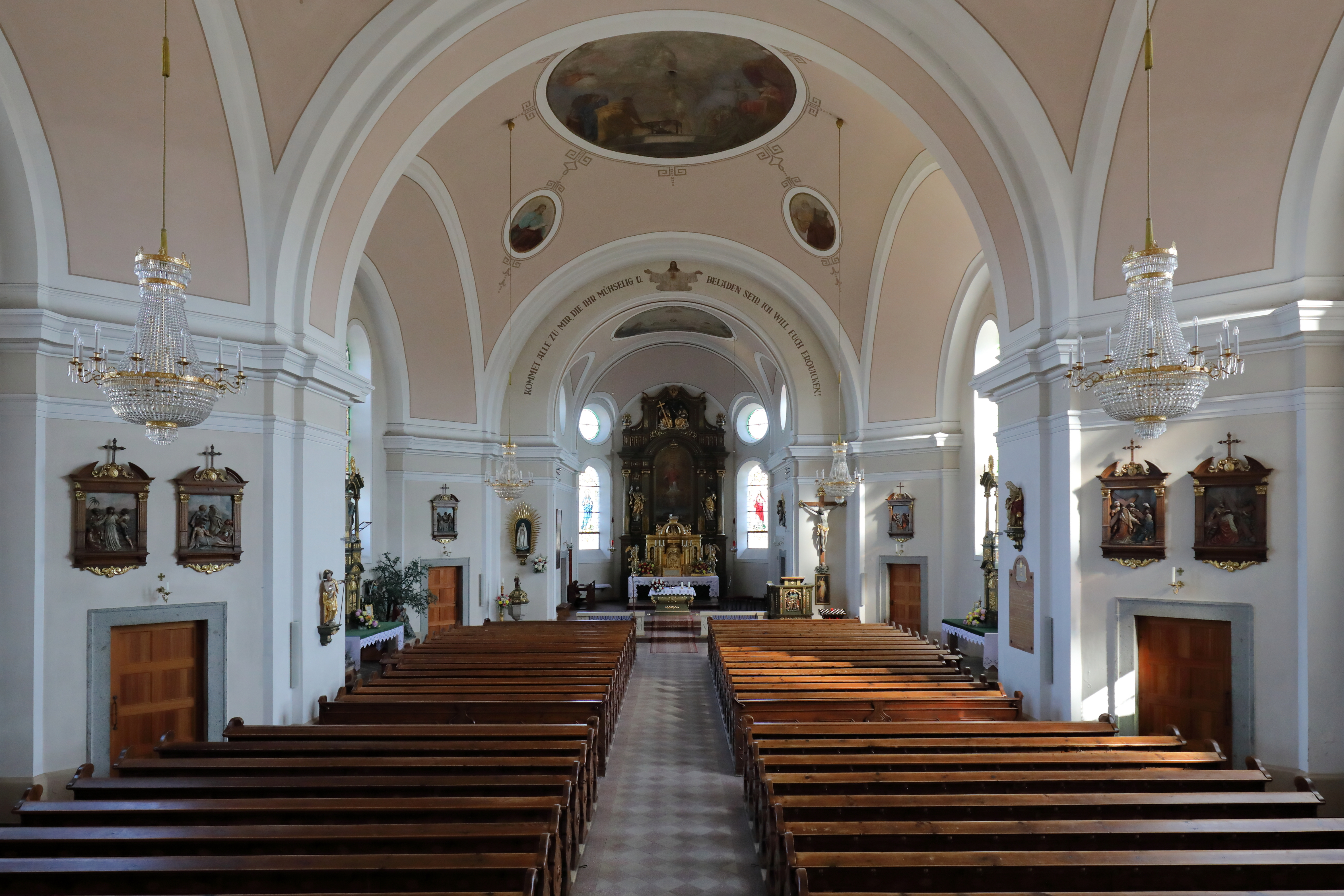
Innenansicht der Pfarrkirche

Die römisch-katholische Pfarrkirche Schardenberg mit dem Patrozinium hl. Laurentius steht im Ort Schardenberg in der Gemeinde Schardenberg im Bezirk Schärding in Oberösterreich. Seit dem 1. Jänner 2023 gehört Schardenberg als eine von 12 Pfarrteilgemeinden zur Pfarre Schärding der Diözese Linz. Die Kirche steht unter Denkmalschutz.

## Geschichte
Ein Kirchengebäude in Schardenberg wurde 1130 urkundlich genannt. Zur Zeit der frühen Kirchenorganisation im Mittelalter gehörte Schardenberg als Filiale zur Urpfarre St. Severin. 1182 wurde St. Severin mit dem für die Verwaltung der Innbrücke zuständigen „Innbruckamt“ dem St. Ägidien-Spital in der Innstadt inkorporiert. Das „Innbruckamt“ verwaltete seither auch die dem Spital inkorporierten Pfarren, die vom jeweiligen „Bruckpfarrer“ zu vergeben waren. Zu diesen zählten neben St. Severin mit Schardenberg und Wernstein auch St. Weihflorian, Kellberg, Hauzenberg, Kopfing, Münzkirchen und Tettenweis. Bald nach der Inkorporation von St. Severin wurde der Sitz dieser Pfarre in die Spitalskirche St. Ägidien/St. Gilgen verlegt, wo er bis 1653 verblieb. 1785 wurde Schardenberg eine eigenständige Pfarre, 2023 kam sie zur Pfarre Schärding. 
Der barocke Turm der Pfarrkirche Schardenberg wurde 1741 vom Rieder Baumeister Johann Ceregetti erbaut. Das Kirchenschiff wurde von 1908 bis 1910 nach den Plänen des Dombaumeisters Matthäus Schlager neu erbaut. Der Kirchturm wurde 1928, 1951 renoviert; 2008 erfolgte eine Restaurierung der gesamten Kirche.

## Ausstattung
Die Fresken im Innenraum stammen von Engelbert Daringer; die Deckengemälde entstanden 1920 bis 1921. Sie zeigen in zwei Hauptbildern mit jeweils vier Trabantenbildern die Verteilung der Kirchenschätze durch den heiligen Laurentius, umgeben von den vier lateinischen Kirchenvätern sowie Laurentius’ Märtyrertod, umgeben von den vier Evangelisten. Beichtstühle, Kommunionbank, Weihwasserbehälter und Kanzel wurden von 1911 bis 1914 von Simon Rabeder teils nach eigenen Entwürfen, teils nach jenen von Baumeister Schlager gefertigt. Der Kanzelkorb zeigt eine Darstellung der Bergpredigt und wurde von Josef Ignaz Sattler konzipiert. Der Kreuzweg aus dem Jahr 1911 stammt von Ludwig Max Linzinger. Neben der Orgel ist eine Skulptur der heiligen Cäcilia angebracht. Die Glasfenster wurden 1910 von Franz Xaver Kurländer in Passau sowie von der Oberösterreichischen Glasmalerei Linz hergestellt.
1889 wurde in der Kirche ein neuer Hochaltar aufgestellt; dieser wurde später verkauft. Der heutige Altar im Empirestil stammt aus dem Jahr 1915. Das Tabernakel gehörte ursprünglich zur Ausstattung der Pfarrkirche Burgkirchen bei Wels. Die Seitenaltäre zeigen den heiligen Josef und die heilige Maria; sie wurden zwischen 1911 und 1913 von Rabeder gestaltet.

## Orgel

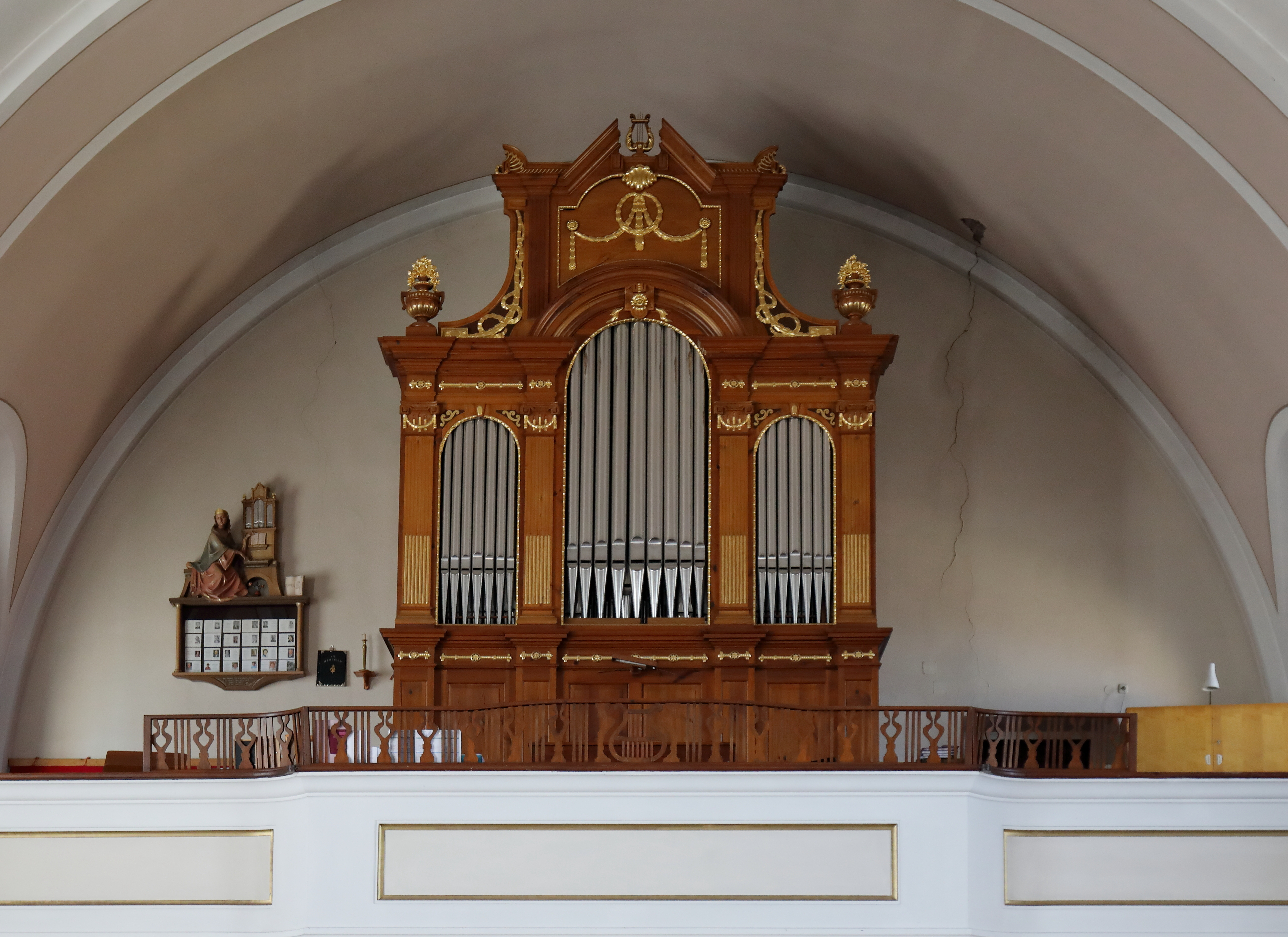
Orgel der Pfarrkirche

Die ursprüngliche Orgel der Kirche befindet sich heute in der Filialkirche Schönau in Bad Schallerbach. Die heutige Orgel wurde von den Gebrüdern Steininger in Obertrattnach als mechanische Orgel mit 19 Registern auf zwei Manualen und Pedal gebaut und am 28. Juni 1931 geweiht. Der Entwurf des Orgelgehäuses mit drei Rundbögen im Stil des Neoklassizismus stammt von dem Ottensheimer Bildhauer Simon Rabeder (1862–1941). Eine Restaurierung erfolgte zwischen 1992 und 1993 durch den Kaltenbrunner Orgelbau; dabei wurde auch die Stimmung von 428 auf 438 Hz angehoben. Die Disposition lautet wie folgt:
| I Hauptwerk C–f3 |       |
| Bordun           | 16′   |
| Principal        | 8′    |
| Gedackt          | 8′    |
| Gamba            | 8′    |
| Octave           | 4′    |
| Flöte            | 4′    |
| Octave           | 2′    |
| Mixtur IV        | 1 ⁄3′ |

| II Positiv C–f3 |       |
| Philomele       | 8′    |
| Aeoline         | 8′    |
| Vox Celeste     | 8′    |
| Geigenprincipal | 4′    |
| Spitzflöte      | 2′    |
| Rauschquinte II | 2 ⁄3′ |

| Pedal C–d1   |     |
| Subbass      | 16′ |
| Stillgedackt | 16′ |
| Violon       | 16′ |
| Octavbaß     | 8′  |
| Violon       | 8′  |

- Koppeln: II/I, I/P, II/P
- Spielhilfen: 3 feste Kombinationen (Pleno, Forte, Piano)

## Glocken
Die älteste noch erhaltene Glocke der Kirche wurde 1502 gegossen. Eine weitere Glocke stammte aus dem Jahr 1694. Zwei weitere Glocken aus den Jahren 1747 bzw. 1810 wurden während des Ersten Weltkriegs eingeschmolzen. Zwischen 1919 und 1921 wurden sie durch vier neue Glocken ersetzt. Im Jahr 1964 wurde das bis heute zu hörende Geläut geweiht; es stammt großteils von der Glockengießerei Rudolf Perner und besteht aus fünf Glocken:
- „Glocke der Einheit“: 1630 kg, 145,5 cm Durchmesser, Ton d1, Abbildung: Gottesmutter von Wladimir
- „Glocke des Friedens – der Krieger (Gefallenen)“: 733 kg, 110,5 cm Durchmesser, Ton fis1, Abbildung: Papst Paul VI. und Patriarch Athenagoras
- „Familien- und Priesterglocke“: 401 kg, 91,2 cm Durchmesser, Ton a1, Abbildung: Ehering, Kelch und Stola
- „Glocke der Arbeit – der Technik“: 299 kg, 83,2 cm Durchmesser, Ton h1, Abbildung: Josef der Arbeiter
- „Lebens-, Missions-, Tauf- und Sterbeglocke“: 280 kg, 80 cm, Ton d2, Abbildung: Heilig-Geist-Taube; dabei handelt es sich um die Glocke von 1502